# Boca
La boca, també coneguda com a cavitat bucal o cavitat oral, és l'orifici per on ingerim l'aliment. Generalment està ubicada al cap i constitueix la primera part del sistema digestiu i del tub digestiu dels organismes pluricel·lulars. La boca s'obre a un espai previ a la faringe anomenat cavitat oral o cavitat bucal.

## Descripció
La boca humana està coberta per un llavi superior i un inferior, i desenvolupa funcions importants en diverses activitats com el llenguatge i les expressions facials, com el somriure. L'obertura bucal màxima varia en funció del gènere, l'edat, l'alçada de la persona, el pes, l'índex de massa corporal i l'existència de trastorns de l'articulació temporomandibular (ATM) o no. S'ha calculat que en els adults sans es correspon, aproximadament, amb el gruix de tres dits de la seva mà. Les anomalies de l'ATM provoquen amb freqüència dolor i alteracions de la funcionalitat bucal.
La boca és un gran indicador de la salut de l'individu. La mucosa, per exemple, es pot veure més clara, groga, pàl·lida o amb taques blanques, les quals sovint estan relacionades amb proliferacions epitelials premalignes. Ocasionalment, la causa d'aquestes taques és una estomatitis aftosa, una candidosi oral hiperplàstica crònica o la presència de grans de Fordyce. La microbiota bucal és dinàmica, té abundants bacteris anaeròbics i el seu desequilibri està implicat en la patogènesi de diverses malalties locals i sistèmiques.
L'actinomicosi oral és una entitat infecciosa peculiar d'etiologia bacteriana i que pot originar abscessos, masses invasives de teixit tou, lesions ulcerades i fístules a l'interior de la boca.

Boca oberta.

Un dels defectes més prevalents de l'embriogènesi orofacial és el llavi leporí, amb fenedura palatina o sense. La macrostomia bilateral aïllada congènita és una malformació molt inusual pertanyent al grup de les neurocristopaties i que pot aparèixer de manera aïllada o formant part d'una síndrome específica. La fusió maxil·lomandibular és una rara anomalía òssia i/o, eventualment, el resultat d'adherències fibroses de la mucosa oral que no permet l'obertura de la boca. Els hemangiomes bucals poder ser congènits o d'inici infantil i molts d'ells involucionen per si sols amb el temps. Les malformacions arteriovenoses en aquesta zona anatòmica no són gaire corrents. Algunes despareixen per trombosi espontània del component venós i altres es tracten amb embolització quirúrgica. El lipoma oral, tant del teixit tou com l'intraossi, és una tumoració no invasiva poc comuna d'origen mesenquimàtic que s'acostuma a veure en individus de mitjana edat. Rares vegades, una epúlide congenita (tumor hiperplàstic benigne de la mucosa gingival) provoca l'obstrucció de la boca del nounat. El melanoma de la cavitat oral és una neoplàsia maligna infreqüent i de mal pronòstic. Els limfomes que sorgeixen a la boca poden ser de Hodgkin, no hodgkinians, de Burkitt, o del teixit limfoide associat a les mucoses.
Existeixen tres tipus de mucosa oral:
- Simple de revestiment: Formada per epiteli de tipus no queratinitzat, amb una làmina pròpia poc densa i una submucosa de teixit conjuntiu lax ben definida.
- Masticatòria: Amb probable absència de submucosa, queratinitzada o paraqueratinitzada i en contacte directe amb el teixit ossi.
- Especialitzada: Es presenta en certes regions de la llengua. Es refereix a la mucosa relacionada amb els receptors del gust.[28]

## Funcions de la boca
- Mastegar: Amb els moviments de la mandíbula i la pressió de les dents es produeix un tractament mecànic que trenca el menjar en trossos petits fàcilment digeribles.[29] Això no seria possible sense la intensa dinàmica bucal[30] generada per la complexa activitat neuromuscular del sistema estomatognàtic.[31]
- Salivar: Gràcies a la desembocadura dels conductes de les glàndules salivals,[32] es produeix el primer suc digestiu (saliva),[33] que realitza una degradació química dels aliments.[34] En el cas dels carbohidrats ho fa a través de l'amilasa salival, que s'encarrega de destruir els enllaços alfa-1,4 que estan presents en polisacàrids com el midó,[35] i després segueixen degradant-se a nivell intestinal.[36] La producció insuficient de saliva és una de les causes de xerostomia.[37]
- Sentit del gust: A la boca trobem els receptors sensorials del gust, sobretot a les papil·les gustatives de la llengua.[38] El nucli gustatiu del còrtex cerebral rep la informació recollida per aquestes papil·les i reconeix les sabors.[39]
- Parla: A la boca trobem gran part de les estructures que modifiquen el so laríngic i produeixen la veu articulada gràcies a les seves cavitats especials.[40] Una de les causes de problemes logopèdics és l'anquiloglòssia (tel de la llengua curt),[41] si els nens amb aquest trastorn congènit oral no reben el tractament adequat.[42]
- Deglució: Es divideix en dues parts:[43]
  - Fase voluntària: La llengua s'eleva fins al sostre de la cavitat bucal, impulsant el bol alimentari perquè entri a la faringe i baixi fins a l'estómac. En la fase oral voluntària de la deglució la informació es transmet al còrtex a través de les vies aferents dels nervis trigemin, facial i glossofaringi; permetent així al cervell activar la part motora d'aquests nervis, els quals actuen juntament amb l'hipoglòs.[44]
  - Fase involuntària: L'epiglotis va cap enrere i tanca l'orifici superior de la laringe. Com a causa d'aquest reflex, la faringe queda convertida només en una via digestiva transitòria, impedint així l'ingrés de trossos d'aliment a la via aèria (tràquea).[45]

## Parts de la cavitat oral
La boca es pot considerar una cambra amb sis parets:
- Paret anterior: Està formada pels llavis. La seva inflamació rep el nom de quilitis i té diverses causes.[47] Les més comunes són les infeccions,[48] particularment les herpètiques.[49]
- Parets laterals: Estan formades per les galtes.[50] El seu enfonsament és una de les característiques del síndrome d'anorèxia-caquèxia.[51] El nevus esponjós blanc o de Cannon és una leucoqueratosi congènita autosòmica dominant,[52] que apareix amb freqüència a la mucosa de l'interior de la galta.[53]
- Paret inferior: Formada en gran manera per la llengua i per sota d'aquesta una regió anomenada sòl de la boca,[54] en la qual inusualment es veuen neoplàsies com el schwannoma,[55] el tumor glòmic[56] o el sarcoma sinovial.[57] L'absència congènita de la llengua reb el nom d'aglòssia.[58] Pot ser una condició aïllada o anar acompanyada d'altres defectes de naixement.[59]
- Paret superior: Formada pel paladar, que separa la cavitat oral de la cavitat nasal.[60] Els defectes palatins són freqüents en la síndrome de Simpson-Golabi-Behmel tipus 1 i 2.[61] S'ha descrit algun cas excepcional de síndrome de Nager[62] amb agènesi del paladar tou.[63] Els osteolipomes,[64] els fibrolipomes,[65] els adenomes pleomòrfics[66] i els neurofibromes solitaris[67] són tumors benignes que poques vegades es troben en el paladar dur.
- Paret posterior: És l'istme de la gola, un orifici irregular que comunica la boca amb la faringe.[68]

Els annexos de la boca són les dents, les genives i les amígdales. L'amelogènesi imperfecta és una condició patològica singular que afecta l'estructura i l'aparença de l'esmalt dental, alterant la normal oclusió anterior de la boca.

## La boca a la cultura
La boca s'usa com a sinècdoque o símbol de la parla, de la llengua. Per aquest motiu hi ha diverses boques que són oracles, com la Boca de la Veritat a Roma, per exemple. En el Timeu de Plató la boca és un lloc de trobada creat teleològicament per la provisió divina al servei del necessari, l'aliment, i el millor, el discurs. Una boca ratllada és un dibuix per significar la censura.
La part que s'intenta realçar per transmetre una imatge de bona salut i bellesa són els llavis, que per aquest motiu es pinten amb major o menor freqüència i s'adornen amb joies, especialment les dones. La pràctica de queiloplàsties (intervencions de cirurgia estètica labial) ha augmentat molt al llarg dels darrers anys i no sempre estan indicades o aconsegueixen bons resultats. Els llavis vermells deixen petons als còmics i dibuixos animats. Com que és un petó d'amor, algunes prostitutes no l'ofereixen entre els seus serveis.
La deessa romana Fama tenia centenars d'ulls per veure què feia la gent i centenars de boques per escampar-ho, usant els poetes com a mitjancers. La boca amb la llengua fora és també un logotip dels Rolling Stones.